# Théorème de la limite simple de Baire
En mathématiques, le théorème de la limite simple de Baire est un résultat d'analyse sur la continuité d'une limite simple d'une suite de fonctions continues. Il est nommé ainsi en l'honneur du mathématicien français René Baire. Il est fortement lié au théorème de Baire.

## Énoncé
Une forme simplifiée courante de l'énoncé est :

Si une suite de fonctions continues de ℝ dans ℝ converge simplement vers une fonction f, alors f est continue sur un ensemble dense de réels.
La version générale utilise le vocabulaire suivant :
- une limite simple d'une suite de fonctions continues est appelée une fonction de classe de Baire 1 ;
- une partie est dite maigre si elle est incluse dans une union dénombrable de fermés d'intérieurs vides. Son complémentaire est dit comaigre ;
- un Fσ est une union dénombrable de fermés.

L'ensemble des points de discontinuité d'une application de ℝ dans ℝ est toujours un Fσ.

« Théorème (Baire) — Soient X et Y deux espaces métrisables, avec Y séparable, et f : X → Y une fonction de classe de Baire 1. Alors, le Fσ des points de discontinuité de f est maigre. »

La forme simplifiée est un corollaire de ce théorème car :
- dans un espace métrique complet, tout comaigre est dense (d'après le théorème de Baire) ;
- ℝ est complet et séparable.

## Démonstration
D'après les hypothèses, f est également de classe de Borel 1, c'est-à-dire que pour tout ouvert V de Y, f−1(V) est un Fσ.
Soit (Vn)n une base dénombrable d'ouverts de Y. En un point x, la fonction f est continue si et seulement si, pour tout ouvert Vn contenant f(x), f−1(Vn) est un voisinage de x, donc f est discontinue si et seulement si x appartient à l'un des f−1(Vn) sans appartenir à son intérieur. Autrement dit : l'ensemble D des points de discontinuité de f est la réunion des f−1(Vn)\int(f−1(Vn)).
Or chaque f−1(Vn) est un Fσ, donc chaque f−1(Vn)\int(f−1(Vn)) aussi : il est réunion d'une suite (Fn,k)k de fermés. Puisqu'il est d'intérieur vide, ces fermés le sont également donc D, union dénombrable de fermés d'intérieurs vides, est maigre.

## Exemples d'utilisation
- Si une fonction {\displaystyle f:\mathbb {R} \to \mathbb {R} } est une dérivée, c'est-à-dire  qu'il existe {\displaystyle g:\mathbb {R} \to \mathbb {R} } dérivable telle que {\displaystyle g'=f}, alors {\displaystyle f} est la limite simple de la suite de fonctions {\displaystyle (f_{n})} définie par{\displaystyle f_{n}(x)=n\left(g\left(x+{\frac {1}{n}}\right)-g(x)\right).}On en déduit donc que toute fonction dérivée est continue sur un ensemble dense de réels.
- La fonction de Dirichlet, étant discontinue en tout point, ne peut être la limite d'une suite de fonctions continues pour la convergence simple.

## Contexte historique
En 1905, René Baire écrit un mémoire sur les fonctions discontinues. Alors que la limite d'une suite de fonctions continues convergeant uniformément est elle-même continue, il n'en est pas de même si la suite de fonctions continues converge simplement. Baire se donne pour but de caractériser les fonctions discontinues qui sont limites d'une suite de fonctions continues pour la convergence simple. Pour cela, il utilise les notions très avancées à l'époque d'ensemble dérivé, de nombre ordinal, de récurrence transfinie, d'ensemble parfait, d'ensemble nulle part dense et de première catégorie. Il parvient à montrer l'équivalence suivante :

Une fonction f est limite simple d'une suite de fonctions continues sur un intervalle [a, b] si et seulement si, pour tout ensemble parfait P inclus dans [a, b], la restriction de f à P admet un ensemble dense dans P de points de continuité.

L'énoncé du théorème de la limite simple de Baire est un cas particulier de la condition nécessaire, dans le cas où P est égal à l'intervalle entier.